# وکیل تسخیری
وکیل تسخیری یک وکیل مدافع (یا در مواردی هیئت وکلای مدافع) است برای دفاع از کسانی که از عهدهٔ دفاع از خود یا گرفتن وکیل خصوصی در امور کیفری بر نمی‌آیند. وکیل تسخیری همچنین می‌تواند از منافع ملی، حقوق بازداشت‌شدگان تبعهٔ یک کشور در کشور دیگر و در موارد خاص از حقوق اساسی و منافع یک کشور دفاع کند.
در ایران برای دسترسی یکسان عامه به دادرسی عادلانه در اصل ۳۵ قانون اساسی جمهوری اسلامی آمده‌است: «در همهٔ دادگاه‌ها طرفین دعوی حق دارند برای خود وکیل انتخاب نمایند و اگر توانایی وکیل را نداشته باشند، باید برای آن‌ها امکانات تعیین وکیل فراهم شود».

## شرایط دادگاه
در دعاوی کیفری شاکی و متهم حق دارند که از وکیل استفاده کنند و اگر متهم توانایی مالی برای انتخاب و معرفی وکیل نداشته باشد، می‌تواند از دادگاه درخواست کند تا برای او وکیلی تعیین نماید. اگر دادگاه تشخیص دهد که متهم قادر به انتخاب وکیل نیست با استفاده از بودجهٔ دادگستری برای متهم وکیل تعیین می‌کند، البته در جرائمی که مجازات آن‌ها حسب مورد اعدام یا قصاص نفس یا سنگسار یا حبس ابد است، چنانچه متهم شخصاً وکیل معرفی نکند دادگاه مکلف است برای او وکیل تسخیری تعیین نماید حتی اگر شخص متهم چنین درخواستی را به عمل نیاورد. البته در جرایم منافی عفت متهم حق دارد از حضور یا معرفی وکیل برای خودش امتناع کند.
وکیل تسخیری که از سوی دادگاه برای متهم انتخاب می‌شود از سوی متهم قابل تغییر نیست مگر در مواردی که وکیل تسخیری یا همسر یا فرزند او دارای نفع شخصی در قضیه باشند یا رابطهٔ خویشاوندی میان وکیل یا یکی از اصحاب پرونده وجود داشته باشد و مواردی از این دست که بی‌طرفی و امانت وکیل را دچار شائبه نماید (موارد مذکور صریحاً در قانون قضایی شمارش شده‌است).
نقش وکیل تسخیری در تضمین عدالت اجتماعی
وکیل تسخیری نه‌تنها در دفاع از حقوق افراد کم‌توان مالی نقش حیاتی ایفا می‌کند، بلکه با ارائه خدمات حقوقی رایگان یا کم‌هزینه، بستری برای دسترسی برابر به دادرسی عادلانه فراهم می‌آورد. این وکلا در دعاوی کیفری به ویژه در پرونده‌هایی با مجازات‌های سنگین نظیر اعدام یا حبس ابد، وظیفه دارند با تعهد کامل از متهم دفاع کنند. افزون بر این، مؤسسات حقوقی مانند [موسسه حقوقی دکتر حمید بذرپاچ] با ارائه خدمات حقوقی تخصصی به افراد نیازمند، نقش مهمی در ترویج عدالت اجتماعی و حقوق شهروندی دارند.